# David amb el cap de Goliat (Caravaggio)
David amb el cap de Goliat és una pintura acabada entre 1605 i 1610 pel pintor barroc italià Caravaggio. L'obra es troba a la Galeria Borghese, Roma. Una altra versió de la mateixa obra, també realitzada per Caravaggio, es troba al Museu d'Història de l'Art de Viena.
La pintura, que formava part de la col·lecció del cardenal Scipione Caffarelli Borghese, ha estat datada dins el període que va entre 1605 i 1610, i està inclosa en la llista de candidates a última obra de Caravaggio. De fet, la malenconia que emana de l'obra s'adequa als pensaments foscos de l'artista en els seus últims anys. La temàtica recorda  La decapitació de Sant Joan Baptista a La Valletta, però en aquesta ocasió no hi ha colors brillants i, per tractar-se d'una pintura petita, hi ha un grau d'intimitat que no era evident en altres treballs.
El noi (David) sosté amb fàstic el seu trofeu. «En aquesta cap [Caravaggio] desitjava representar-se a si mateix i, en el noi, al seu caravaggino», va escriure Manilli en 1650. Si el cap de Goliat és realment el de Caravaggio, la pintura posseeix un element de repugnància amb si mateixa. Aquest recurs remet a la manera com Miquel Àngel, a  El Judici Final de la Capella Sixtina, va col·locar un rostre angoixat amb trets, evidentment seus, en el cos escorxat de  Sant Bartomeu; però l'ànim de Caravaggio s'assembla més al d'una persona desesperada. Com a testimoni de la llum de Déu, Bartolomé ascendeix al Paradís; Goliat, enemic de Déu, és condemnat a la nit eterna.
Els colors plata brut, negre i marrons dominen el quadre. La llum fa que David sembli un noi dels carrers, amb una espasa que té només una gota de sang per demostrar que, igual que Caravaggio, sap el que significa haver matat un home. Una altra gota de sang enmig del front del gegant confirma que va ser derrocat per una pedra. En l'espasa apareix una inscripció abreujada: H-AS OS, en llatí: Humilitas occidit superbiam ("La humilitat mata a l'orgull").
Una dècada més tard, el cardenal Scipione va encarregar la realització d'una estàtua amb David en el moment de llançar la pedra a Goliat.  Bernini estava molt lluny de patir les mateixes inquietuds del seu exmestre, i va veure a l'acció de David com una cosa alegre i estimulant, com un triomf de l'esperit humà expressant-se a través d'esforç atlètic d'un bell cos humà.